# Hosam Abdelatif
Hosam Eldin Abdelatif (8 de marzo de 1971) es un deportista egipcio que compitió en atletismo adaptado. Ganó dos medallas en los Juegos Paralímpicos de Verano, bronce en Sídney 2000 y bronce en Atenas 2004.

## Palmarés internacional
| Juegos Paralímpicos | Juegos Paralímpicos | Juegos Paralímpicos | Juegos Paralímpicos |
| Año                 | Lugar               | Medalla             | Prueba              |
| ------------------- | ------------------- | ------------------- | ------------------- |
| 2000                | Sídney (Australia)  | Medalla de bronce   | Disco F57           |
| 2004                | Atenas (Grecia)     | Medalla de bronce   | Disco F57           |